# 五环体育中心站
五环体育中心站位于中华人民共和国湖北省武汉市东西湖区，是武汉地铁6号线的地铁车站。

## 车站结构
五环体育中心站位于金山大道和临空港大道交叉口，沿金山大道东西向布置；车站主体为地下二层单柱岛式站台车站，站前带单渡线。其中地下一层为站厅层，地下二层为站台层。车站主体结构外包总长度为302.2m，标准设计外包宽度为21.3m，采用明挖顺做法施工。车站共设4个地铁出入口，2部无障碍电梯，1个安全疏散口及2组风亭。

### 车站出口
|                                                 |      |      |
| 出口編號                                        | 設施 | 照片 |
| A                                               |      |      |
| B                                               |      |      |
| C                                               |      |      |
| D                                               |      |      |
| 注： 設有升降機 \| 設有輪椅升降台 \| 設有洗手間 |      |      |

## 鄰近地點
武汉市东西湖区文化中心、武汉五环体育中心、武汉市吴家山中学、百事可乐休闲广场、东西湖区全民健身中心。

### 内部链接
- 武汉地铁车站列表